# Lispinodes obscurus
Lispinodes obscurus är en skalbaggsart som beskrevs av Sharp 1908. Lispinodes obscurus ingår i släktet Lispinodes och familjen kortvingar. Inga underarter finns listade i Catalogue of Life.